# Lodi
Lodi é uma comuna italiana da região da Lombardia, província de Lodi, com cerca de 45.156 habitantes.

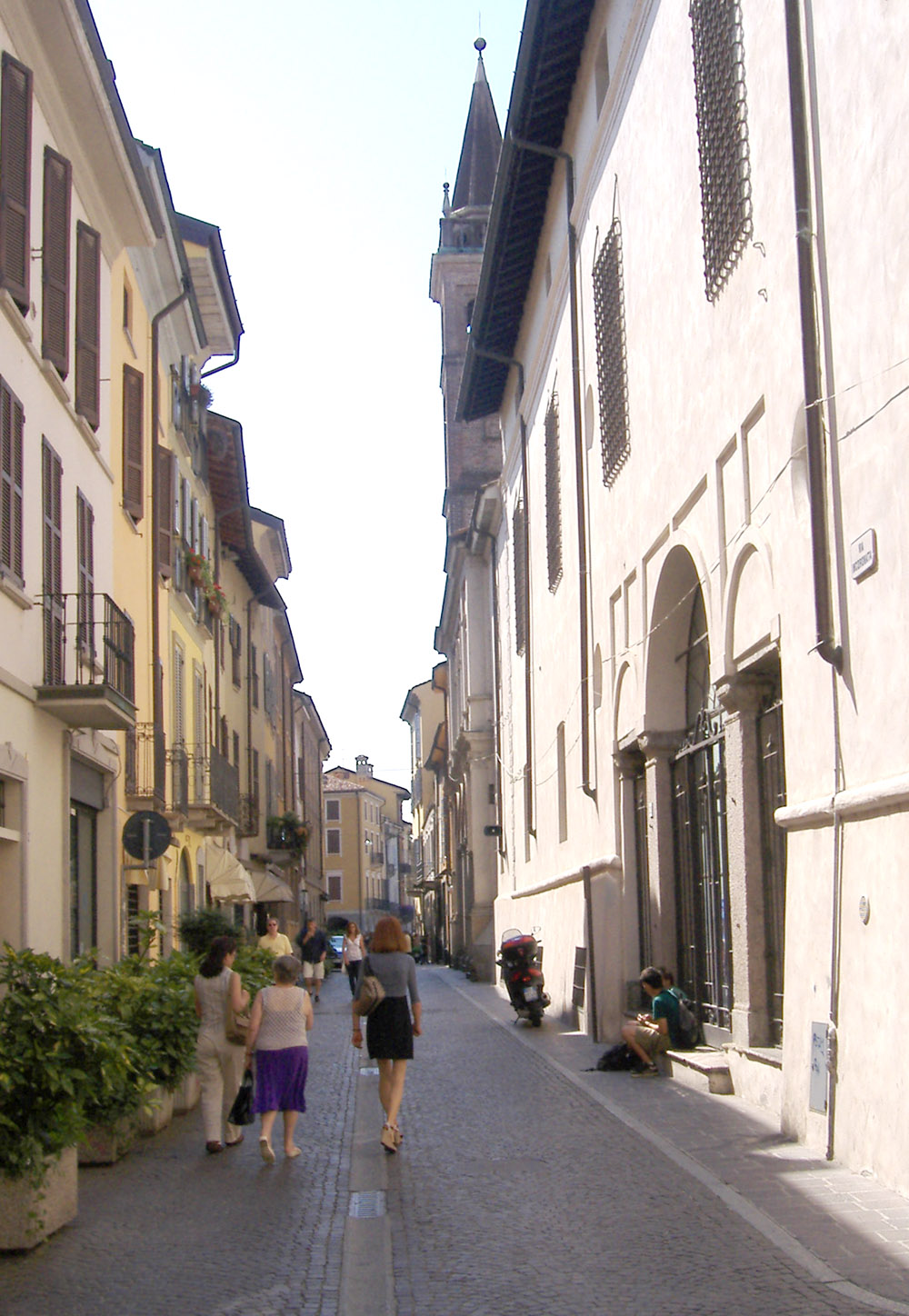
Via Incoronata, que leva até Praça da Vitória.

Estende-se por uma área de 41 km², tendo uma densidade populacional de 984,9 hab/km².
Faz fronteira com Dovera (CR), Boffalora d'Adda, Tavazzano con Villavesco, Montanaso Lombardo, Corte Palasio, Lodi Vecchio, San Martino in Strada, Cornegliano Laudense, Pieve Fissiraga.

## Demografia
| Variação demográfica do município entre 1861 e 2011                               |
|                                                                                   |
| Fonte: Istituto Nazionale di Statistica (ISTAT) - Elaboração gráfica da Wikipedia |

## Universidade
Desde 2005 foi criado o Parque Tecnológico Padano, especializado em Biotecnologias Alimentares e o Hospital Veterinário por grandes animais, que pertence à Faculdade de Medicina Veterinária de Milão.

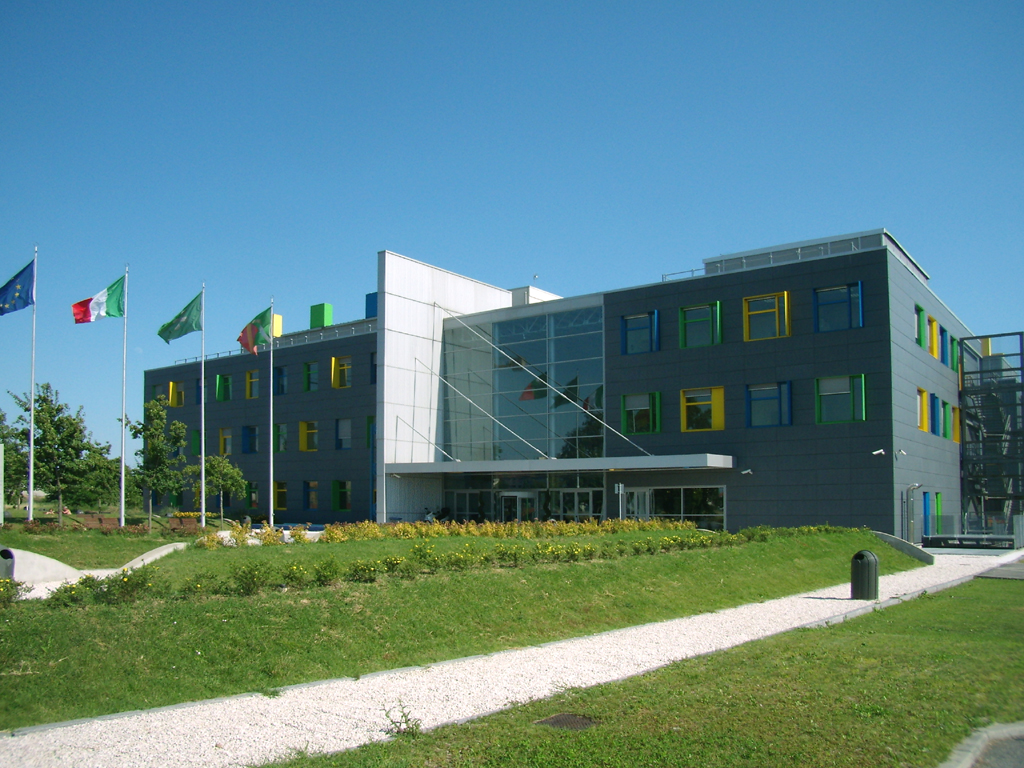
A entrada do Parque Tecnologico
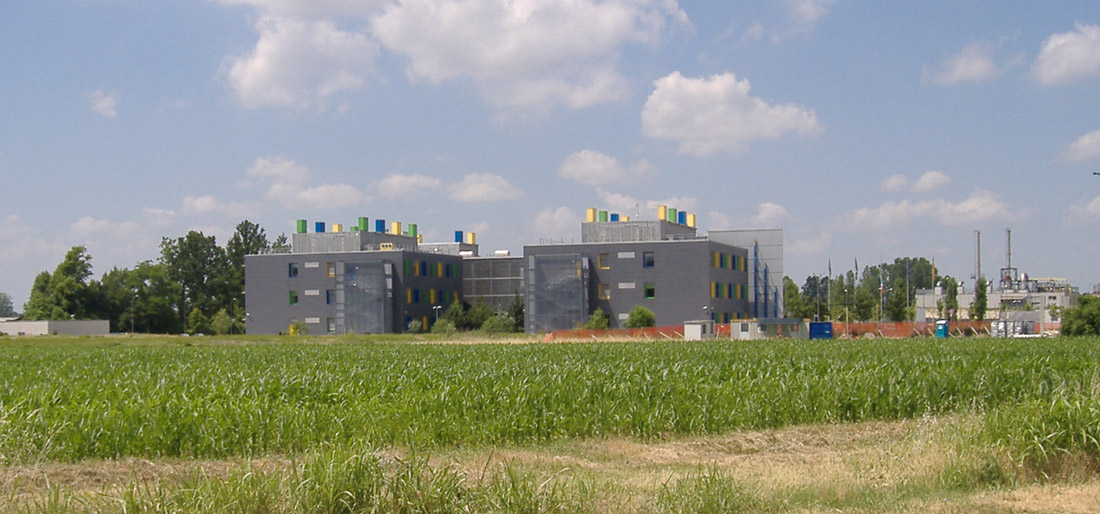
Outra imagem do Parqie Tecnologico